# 瓦勒鲁瓦
瓦勒鲁瓦（法語：Valleroy，法語發音：[valʁwa]）是法国默尔特-摩泽尔省的一个市镇，位于该省中北部，属于布里埃区。

## 地理
瓦勒鲁瓦（49°12'43"N, 5°56'8"E）面积12.26 平方千米，位于法国大東部大區默尔特-摩泽尔省，该省份为法国东北部内陆省份，是洛林的一部分，北邻比利时、卢森堡，北起顺时针与摩泽尔省、下莱茵省、孚日省和默兹省接壤。
与瓦勒鲁瓦接壤的市镇（或旧市镇、城区）包括：阿贝维尔莱孔夫朗、欧布埃、莱巴罗什、阿特里兹、穆瓦讷维尔、穆捷、蒙塞、瓦勒德布里埃。

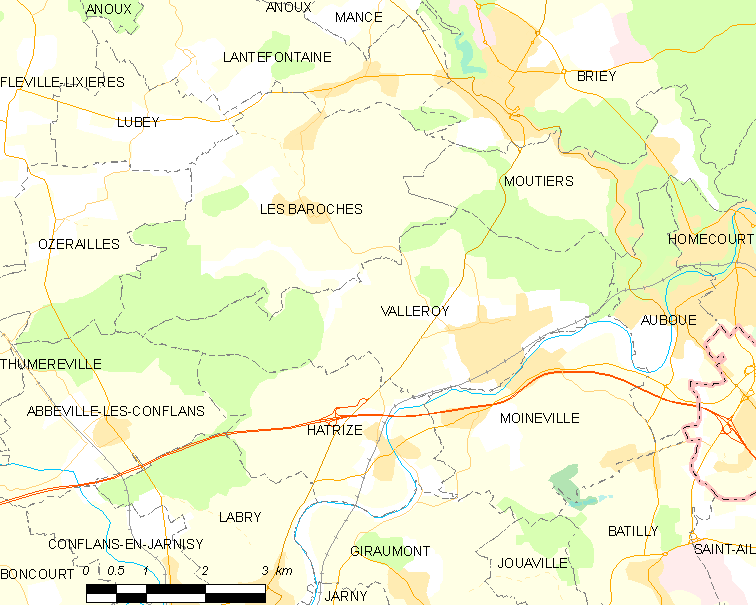
瓦勒鲁瓦的OSM定位图

瓦勒鲁瓦的时区为UTC+01:00、UTC+02:00（夏令时）。

## 行政
瓦勒鲁瓦的邮政编码为54910，INSEE市镇编码为54542。

## 政治
瓦勒鲁瓦所属的省级选区为雅尼县。

## 人口

1962-2008年间瓦勒鲁瓦人口变化图示

瓦勒鲁瓦于2022年1月1日时的人口数量为2355人。